# Günter Baerhausen
Günter Baerhausen (* 12. August 1969 in Bonn) ist ein ehemaliger deutscher Fußballspieler.

## Karriere
Baerhausen kam über den Bonner Stadtteilklub SV Beuel 06 zum 1. FC Köln, wo er nach der Jugendzeit für die Amateure spielte. Er stand auch im Profikader, kam aber zu keinem Bundesligaspiel für den FC. Im Winter 1991/92 wechselte er in die 2. Bundesliga zum FC Carl Zeiss Jena. Er gab sein Profidebüt am 7. März 1992 gegen den FC 08 Homburg (3:1). Nach einem halben Jahr und zehn Spielen verließ er Jena wieder und unterschrieb einen Vertrag beim SV Darmstadt 98, ebenfalls zweite Liga. Die Saison endete mit dem Abstieg der Darmstädter und Baerhausen ging zum SV Wilhelmshaven in die Verbandsliga Niedersachsen. Sein Verein stieg 1994 in die neugeschaffene Regionalliga auf, sodass Baerhausen noch zwei Jahre in dieser Liga für Wilhelmshaven spielte, ehe er zum Ligakonkurrenten VfL Osnabrück wechselte. Mit dem VfL stieg er 2000 in die 2. Bundesliga auf. Dort kam er 2000/01 nur zu fünf Einsätzen und musste seine Karriere verletzungsbedingt beenden.

### Statistik
| Liga          | Spiele (Tore) |
| ------------- | ------------- |
| 2. Bundesliga | 028 0(2)      |
| Regionalliga  | 121 (13)      |
| Wettbewerb    |               |
| DFB-Pokal     | 001 0(0)      |